# Amerigo Paradiso
Amerigo Paradiso (Milano, 22 marzo 1962) è un allenatore di calcio ed ex calciatore italiano, di ruolo attaccante, tecnico delle giovanili dello Sporting Scandiano.

## Carriera

### Giocatore
Ha debuttato in Serie A con l'Inter il 12 aprile 1981, entrando in campo al 69' della partita casalinga contro il Brescia, conclusasi sullo 0-0.
Successivamente ha collezionato 36 presenze e 3 gol in Serie B con Foggia, Reggiana e Sambenedettese, ed altre 275 presenze e 67 gol nei campionati di terza serie, nell'arco di dodici stagioni, con 8 maglie diverse.

### Allenatore
A partire dal 2008 ha intrapreso la carriera di allenatore delle giovanili di Reggiana, Modena e Sporting Chiozza.

## Palmarès

### Giocatore

#### Competizioni internazionali
- Mundialito per club: 1

Inter: 1981